# 紐西蘭—新加坡關係
新西蘭—新加坡關係（英語：New Zealand–Singapore relations）即新西蘭與新加坡共和國之間的雙邊關係。新加坡在惠灵顿设有高级专员公署。而新西兰在新加坡也设有高级专员公署。新加坡和新西兰都是共和联邦、亚太经济合作组织 (APEC) 和五国联防的成员。

## 各领域关系
新加坡与新西兰两国曾经是大英帝国的殖民地，独立后均成为了英联邦的成员国。1965年，新加坡脱离马来西亚独立后，新西兰立即给予外交承认并于当年11月22日与新加坡建交。

### 经贸关系
新加坡是新西兰的第六大贸易伙伴，2017—2018年两国双边贸易额为47.5亿新元（约合49.5亿新西兰元）。

### 环境保护
2022年4月19日，新西兰总理阿德恩到访新加坡并与新加坡总理李显龙在新加坡总统府会晤。双方共同宣布在能源转型科技、碳交易市场、永续交通工具以及垃圾管理方面展开更多合作。